# XO-3 b
XO-3 b — экзопланета, обнаруженная в 2007 году. Масса планеты в 11,79 раз превышает массу Юпитера, полный оборот вокруг звезды совершает за 3,2 суток. Радиус объекта в 1,217 раз больше чем радиус Юпитера, такой размер объясняется близким расположением к звезде и следственно интенсивным нагревом.

## Открытие
Астрономы объявили об открытии 30 мая 2007 на заседании Американского астрономического сообщества в Гонолулу. Открытие экзопланеты стало результатом работы группы учёных на проекте XO созданного для поиска внесолнечных планет. Проект работает с телескопом расположенным на вершине Халеакала на Гавайях.